# Pferdskopf

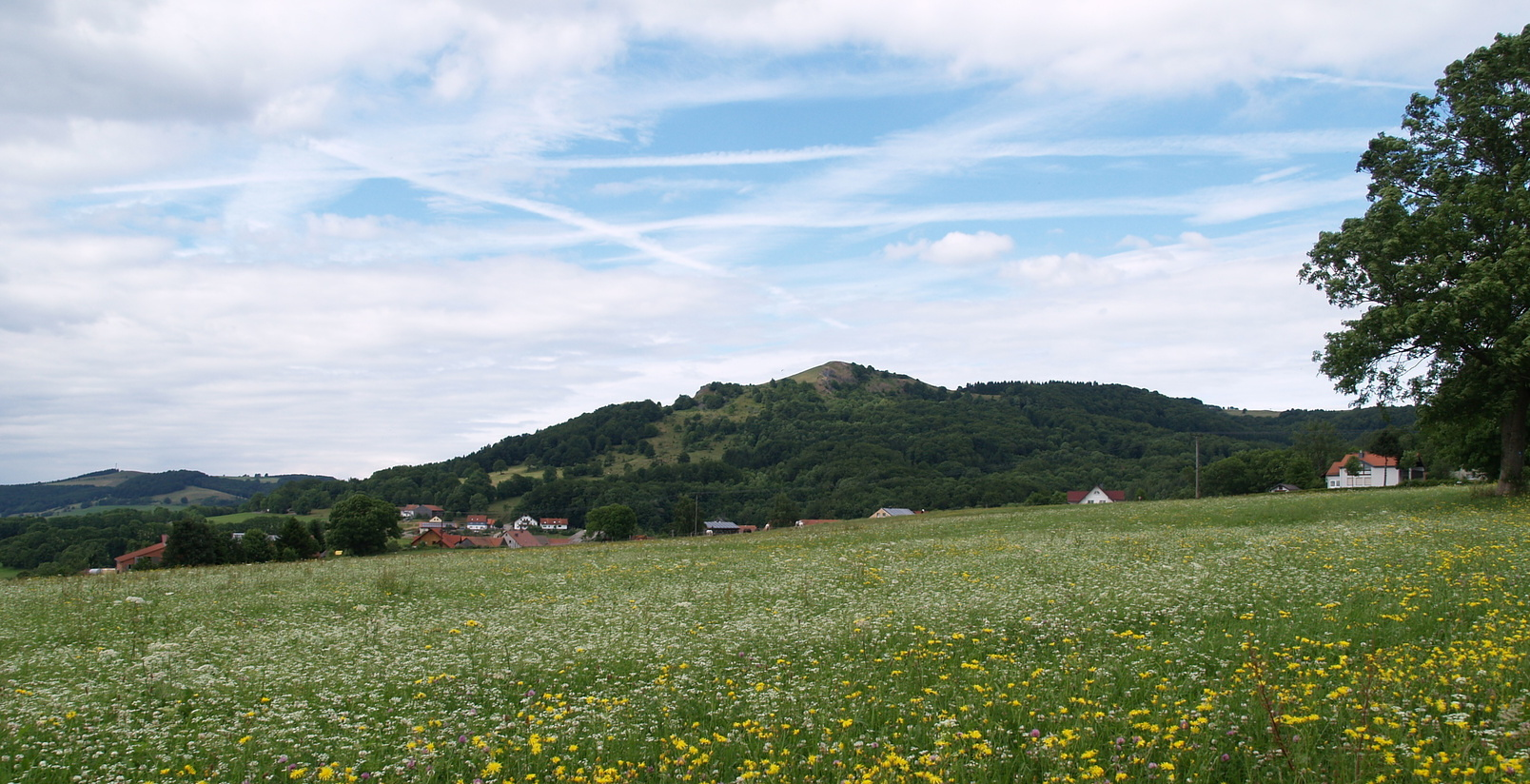
Blick von Südwesten zum Pferdskopf – mit Häusern der Poppenhausener Weiler Schwarzerden und Kohlstöcken

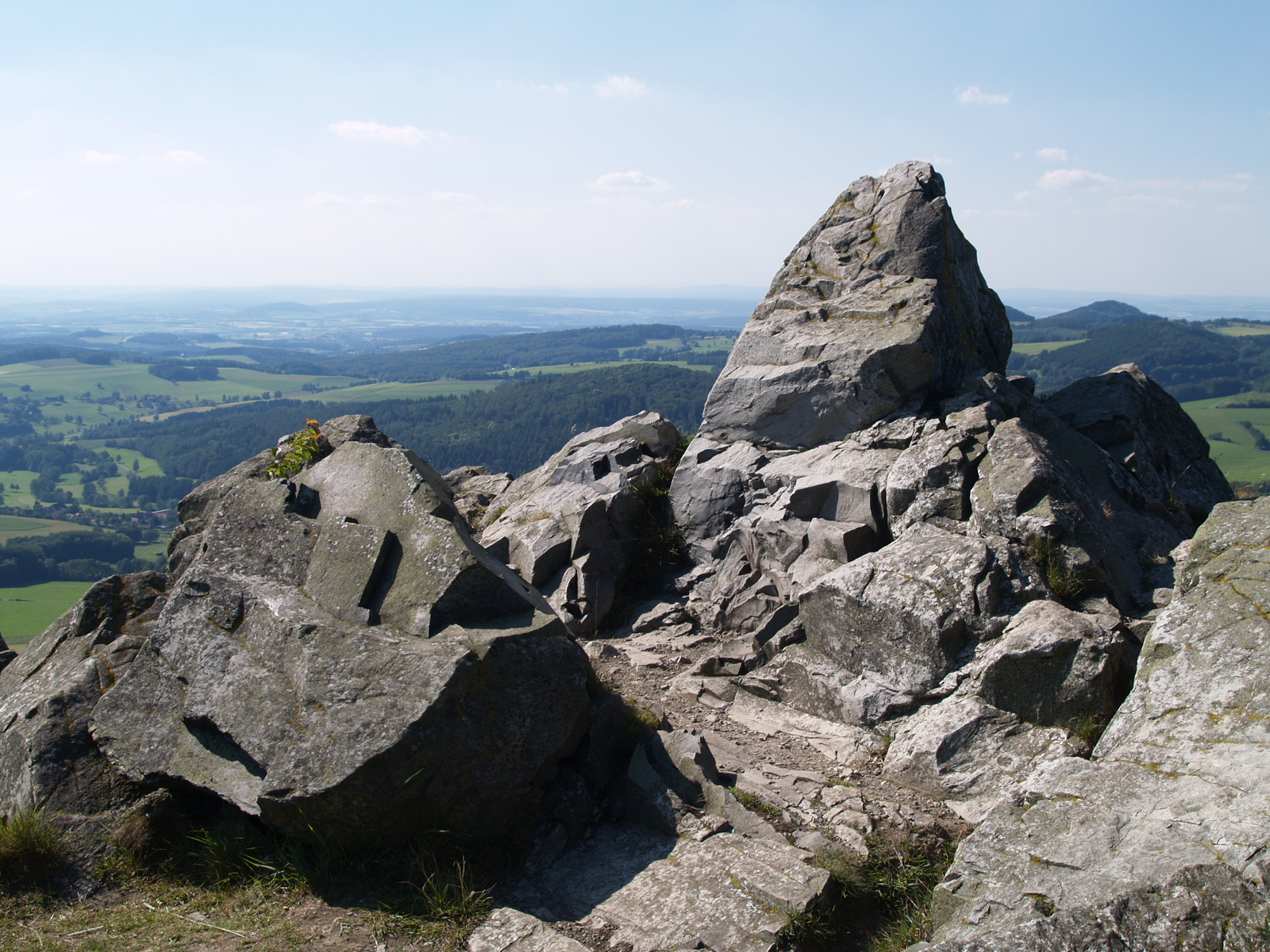
Von Verwitterung gezeichnetes, anstehendes basaltisches Gestein unterhalb des Gipfels

Der Pferdskopf ist ein 874,9 m ü. NHN hoher Südwestausläufer der Wasserkuppe (950 m) in der Rhön. Er liegt nahe Poppenhausen im hessischen Landkreis Fulda.

## Geographie

### Lage
Der Pferdskopf liegt im Naturpark Hessische Rhön und im Biosphärenreservat Rhön. Sein Gipfel befindet sich 1,9 km südlich von Abtsroda, 2,1 km nordwestlich von Obernhausen, 4,5 km nördlich von Gersfeld, 2,9 km nördlich von Schachen, 3,1 km nordnordöstlich von Maiersbach, 3,8 km ostnordöstlich von Poppenhausen und 2,1 km südöstlich von Tränkhof (jeweils Luftlinie); unmittelbar südwestlich liegen die Poppenhausener Weiler Schwarzerden und Kohlstöcken. Zu den Nachbarbergen gehören die Wasserkuppe (950 m) mit der Abtsrodaer Kuppe (905 m) im Nordosten und der Eubeberg (Eube; ca. 820 m) im Süden.
Auf dem Bereich zwischen dem Pferdskopf und dem östlich davon verlaufenden Bergrücken, der die Wasserkuppe im Norden mit dem Eubeberg im Süden verbindet, liegt die Quelle des Fulda-Zuflusses Lütter; diese durchfließt den am Südfuß des Pferdskopfs liegenden Guckaisee. Auf der Nordflanke entspringen zwei kleine Zuflüsse des Lütter-Zuflusses Haardt.
Von der unbewaldeten Gipfelregion des Pferdskopfs bietet sich weite Aussicht nach Westen, und nach Nordosten fällt der Blick zur nahen Wasserkuppe. Südwestlich vorbei führt der Hochrhönring.

### Naturräumliche Zuordnung
Der Pferdskopf gehört in der naturräumlichen Haupteinheitengruppe Osthessisches Bergland (Nr. 35) zur Haupteinheit Hohe Rhön (354), Untereinheit Hochrhön (354.1), Naturraum Wasserkuppenrhön (354.10). Die Landschaft fällt nach Westen in den Naturraum Milseburger Kuppenrhön (353.21) ab, der in der Haupteinheit Vorder- und Kuppenrhön (353) zur Untereinheit Kuppenrhön (353.2) zählt.

### Karfreitagsstein
Nordöstlich des Pferdskopfgipfels befindet sich als Rest eines Basaltschlotes der 863 m hohe Karfreitagsstein, auch Lerchenküppel und Steinküppel genannt. Den Namen Karfreitagsstein erhielt er der Überlieferung nach, weil sich die Felsformation dreimal um die eigene Achse dreht, wenn am Karfreitag das Geläut von Kirchenglocken hier herauftönt.

## Geologie
Am Gipfel des Pferdskopfes ist der durch Erosion freigelegte Unterbau einer Vulkanruine aufgeschlossen. Er bildet eine Staukuppe aus Trachyt, einem kieselsäurereichen und dadurch beim Ausbruch zähflüssigen vulkanischem Gestein. Der Trachyt zeigt hier plattige Absonderungen. Der Trachyt überlagert (Alkali-)Basalt, teilweise als Basalttuff ausgeprägt. Der Übergang ist im Gelände deutlich am Farbwechsel erkennbar, da der Trachyt hellgrau und der Basalt dunkel gefärbt ist. Es handelt sich um einen Basaltstrom (eines ehemaligen Vulkans unbekannter Lage), der als Block- oder ʻAʻā-Lava (nach einem hawaiianischen Ausdruck) ausgebildet ist. Der Blockstrom ist an der steilen Südseite zum Guckaital (Flurname „Goldloch“) gut aufgeschlossen. An dem westlich vorgelagerten Hügel steht dann wieder Trachyt an, das Vorkommen ist hier ausgedehnter als am Gipfel des Pferdskopfs selbst. Angenommen wird hier aufgrund des grobblockigen Gefüges, das auf langsame Abkühlung schließen lässt, ebenfalls eine Quellkuppe, die im Nebengestein steckengeblieben ist, also nie die Oberfläche erreichte.
Aufgrund der besonderen Strukturen wurde der Gipfelbereich des Pferdskopfs als schutzwürdiger Geotop ausgewiesen. Wanderer können sich über die Gesteine der Gegend und deren Entstehung auf dem geologischen Lehrpfad informieren, der vom Pferdskopf zur nordöstlich benachbarten Wasserkuppe führt.

## Schutzgebiete
Auf dem Pferdskopf liegen Teile des Landschaftsschutzgebiets Hessische Rhön (CDDA-Nr. 378477; 1967 ausgewiesen; 410,1096 km² groß), des Fauna-Flora-Habitat-Gebiets Hochrhön (FFH-Nr. 5525-351; 48,09 km²) und des Vogelschutzgebiets Hessische Rhön (VSG-Nr. 5425-401; 360,8013 km²).